# Ворошило Євгеній Іванович
Євге́ній (Євген) Іва́нович Вороши́ло (псевдо: «Джек»; нар. 29 квітня 1981 — пом. 30 серпня 2016) — український військовик, вояк Добровольчого українського корпусу «Правий сектор».

## Життєпис
Народився 1981 року в Криничках (Дніпропетровська область). Проживав у місті Дніпро. Закінчив Хмельницьке професійно-технічне училище — за спеціальністю столяра-тесляра. Працював в охоронній фірмі, супроводжував за кордон вантажі. Займався спортом; п'ять років прослужив у миротворчих військах — зокрема в Іраку; зазнав поранення.
З перших днів війни воював у складі батальйону ОУН, був командиром взводу, кулементником та гранатоментиком. У зіткненнях доводилося стріляти з ДШК та гранатомета. Брав участь в обороні селища Піски. У ніч з 5 на 6 липня 2014-го біля Пісків зав'язався 2,5-годинний бій. «Джек» та ще один боєць пліч-о-пліч провели цей бій на одній з позицій. Згодом перейшов до ДУК. Командир взводу 1-ї окремої штурмової роти Добровольчого українського корпусу «Правий сектор»; один з найкращих штурмовиків добровольців.
Загинув у підвечірню пору 30 серпня 2016 року від кулі снайпера в промзоні Авдіївки.
Похований 1 вересня 2016-го на Алеї Слави кладовища Соцміста у Кам'янському.
Без Євгена лишилися мама, брат і двоюрідна сестра.

## Нагороди
- Відзнака «Бойовий Хрест Корпусу» (посмертно, № відзн. 047. Наказ № 124/18 від 01 липня 2018 року)[5];
- Орден «За мужність» III ступеня (посмертно)[6].